# 불교신문
불교신문은 1960년 1월 1일 창간된 대한민국의 불교 신문이다. 1960년 창간 당시 제호는 대한불교였다.

## 역대 사장[1]
- 제1대 사장 청담스님	재직기간 : 1960.1.1~6.6(5개월)
- 제2대 사장 서운스님	재직기간 : 1960.6.7~7.4(1개월)
- 제3대 사장 숭산스님	재직기간 : 1960.7.5~1961.12.31(1년 7개월)
- 제4대 사장 김춘강	재직기간 : 1962.1.1~1962.10.31(10개월)
- 제5대 사장 서운스님	재직기간 : 1962.11.1~1963.7.31(9개월)
- 제6대 사장 제운스님	재직기간 : 1963.8.1~8.31(1개월)
- 제7대 사장 법용스님	재직기간 : 1963.9.1~1964.1.31(5개월)
- 제8대 사장 경산스님	재직기간 : 1964.2.1.~6. 30.(5개월)
- 제9대 사장 이한상	재직기간 : 1964.7.1~1972.4.1(7년 9개월)
- 제10대 사장 석주스님	재직기간 : 1972.4.2~7.5(3개월)
- 제11대 사장 숭산스님	재직기간 : 1972.7.6~1973.3.17(8개월)
- 제12대 사장 경산스님	재직기간 : 1973.3.18~5.6(2개월)
- 제13대 사장 진경스님	재직기간 : 1973.5.6~8.18(3개월)
- 제14대 사장 범행스님	재직기간 : 1973.8.19~1975.6.23(1년 10개월)
- 제15대 사장 월탄스님	재직기간 : 1975.6.24~1976.1.10(7개월)
- 제16대 사장 영암스님	재직기간 : 1976.1.11~1977.3.12(1년 2개월)
- 제17대 사장 자운스님	재직기간 : 1977.3.13~11.26(8개월)
- 제18대 사장 혜정스님	재직기간 : 1977.11.27~1980.5.17(2년 6개월)
- 제19대 사장 경우스님	재직기간 : 1980.5.18~1980.11.30(7개월, 언론통폐합으로 폐간)
- 제20대 사장 탄성스님	재직기간 : 1980.12.21~1981.2.21(2개월, 불교신문 제호로 재창간)
- 제21대 사장 성수스님	재직기간 : 1981.2.22~2.28(1주일)
- 제22대 사장 경우스님	재직기간 : 1981.3.1~4.4(1개월)
- 제23대 사장 성수스님	재직기간 : 1981.4.5~8.22(5개월)
- 제24대 사장 초우스님	재직기간 : 1981.8.23~1982.2.20(6개월)
- 제25대 사장 법전스님	재직기간 : 1982.2.21~1982.5.1(2개월)
- 제26대 사장 진경스님	재직기간 : 1982.5.2~1983.11.12(1년 7개월)
- 제27대 사장 서운스님	재직기간 : 1983.11.13 ~1984.2.14(3개월)
- 제28대 사장 석주스님	재직기간 : 1984.2.15~8.15(6개월)
- 제29대 사장 녹원스님	재직기간 : 1984.8.15~1986.9.16(2년 1개월)
- 제30대 사장 법달스님	재직기간 : 1986.9.17~1990.10.2(4년 1개월)
- 제31대 사장 향운스님	재직기간 : 1990.10.3~1994.4.26(3년 7개월)
- 제32대 사장 효림스님	재직기간 : 1994.4.27~12.1(7개월)
- 제33대 사장 정휴스님	재직기간 : 1994.12.2~1998.11.19(4년)
- 제34대 사장 도법스님	재직기간 : 1998.11.20~12.28(1개월)
- 제35대 사장 고산스님	재직기간 : 1998.12.29~1999.5.6(4개월)
- 제36대 사장 영담스님	재직기간 : 1999.5.7~10.17(5개월)
- 제37대 사장 원택스님	재직기간 : 1999.10.18~11.23(2개월)
- 제38대 사장 영담스님	재직기간 : 1999.11.24~2003.3.4(3년 4개월)
- 제39대 사장 현응스님	재직기간 : 2003.3.5~2003.10.16(7개월)
- 제40대 사장 법장스님	재직기간 : 2003.10.17~12.10(2개월)
- 제41대 사장 향적스님	재직기간 : 2003.12.11~2007.11.12(4년)
- 제42대 사장 선묵스님	재직기간 : 2007.11.13~2010.11.15(3년)
- 제43대 사장 수불스님	재직기간 : 2010.11.16~2012.12.17(2년 1개월)
- 제44대 사장 성직스님	재직기간 : 2012.12.18.~2014.12.14(2년)
- 제45대 사장 영배스님	재직기간 : 2014.12.15.~2015.7.14(7개월)
- 제46대 사장 주경스님	재직기간 : 2015.7.15.~2016.12.12(1년 5개월)
- 제47대 사장 자승스님	재직기간 : 2016.12.13.~2017.8.13(8개월)
- 제48대 사장 초격스님	재직기간 : 2017.8.14.~2018.10.24(1년 2개월)
- 제49대 사장 진우스님	재직기간 : 2018.10.25.~2019.9.18(11개월)
- 제50대 사장 원행스님	재직기간 : 2019.9.19.~2019.10.7(3주)
- 제51대 사장 정호스님	재직기간 : 2019.10.8.~2021.5.31
- 제52대 사장 현법스님	재직기간 : 2021.6.1.~현재